# 227 a.C.

## Eventos
- Públio Valério Flaco e Marco Atílio Régulo, cônsules romanos.
- Fim do reinado de Arquídamo V, rei Esparta, reinou de 228 a.C. a 227 a.C.
- Inicio do reinado de Euclidas rei de Esparta de 227 a.C. a 221 a.C.

## Mortes
- Arquídamo V, rei Esparta.